# José das Neves Ferreira
José das Neves Ferreira (Ponta Delgada, 5 de agosto de 1898 — Porto, 6 de abril de 1973) foi um oficial da Armada Portuguesa, piloto-aviador, que se destacou como pioneiro da aviação portuguesa. Seguiu a carreira na Marinha atingindo o posto de capitão-de-fragata. Em 1925 tirou o brevet de piloto-aviador e em 1926, na companhia de Moreira de Campos, empreendeu a primeira travessia aérea de Lisboa aos Açores, cujo fim era testar os ensinamentos de Gago Coutinho e Sacadura Cabral. O avião, um hidroavião monomotor Fokker T.III, batizado Infante de Sagres, saiu de Lisboa a 20 de abril de 1926 e amarou em Ponta Delgada a 10 de maio, depois de fazer escala na ilha da Madeira, Porto Santo, ilha de Santa Maria e Vila Franca do Campo.

## Biografia
O piloto açoriano que, com Moreira de Campos, efetuou em 1926 a primeira ligação aérea Lisboa-Madeira-Açores no Fokker T.III, Infante de Sagres, foi reformado compulsivamente em 1939, com 41 anos de idade, por ser considerado pela ditadura do Estado Novo como oposicionista que não dava garantia de cooperar na realização dos fins superiores do Estado.
Faleceu em 1973 na cidade do Porto, mas as suas cinzas foram transportadas para a sua cidade natal em 1983.